# Su de Maccioni - Texile di Aritzo
Su de Maccioni - Texile di Aritzo este o arie protejată (arie specială de conservare — SAC, sit de importanță comunitară — SCI) din Italia întinsă pe o suprafață de 453 ha, integral pe uscat.

## Localizare
Centrul sitului Su de Maccioni - Texile di Aritzo este situat la coordonatele 39°57′14″N 9°10′03″E / 39.953889°N 9.1675°E.

## Înființare
Situl Su de Maccioni - Texile di Aritzo a fost declarat sit de importanță comunitară în iunie 1995 pentru a proteja 7 specii de animale. Situl a fost protejat și ca arie specială de conservare în aprilie 2017.

## Biodiversitate
Situată în ecoregiunea mediteraneană, aria protejată conține 4 habitate naturale: Păduri de Quercus ilex și Quercus rotundifolia, Tufărișuri termo-mediteraneene și de pre-deșert, Pseudostepă cu ierburi și specii anuale de Thero-Brachypodietea, Păduri de Castanea sativa.
La baza desemnării sitului se află mai multe specii protejate:
- păsări (6): Alectoris barbara, acvilă de munte (Aquila chrysaetos), șoim călător (Falco peregrinus), ciocârlie de pădure (Lullula arborea), Sylvia sarda, silvie de tufiș (Sylvia undata)
- reptile (1): Euleptes europaea

Pe lângă speciile protejate, pe teritoriul sitului au mai fost identificate 17 specii de plante, 15 specii de păsări, 1 specie de amfibieni, 2 specii de mamifere, 4 specii de reptile.